# Guardiani della Galassia (film)
Guardiani della Galassia (Guardians of the Galaxy) è un film del 2014 co-scritto e diretto da James Gunn.
Basato sull'omonimo gruppo di Marvel Comics, è il 10º film del Marvel Cinematic Universe (MCU).
Prodotto dai Marvel Studios e distribuito da Walt Disney Studios Motion Pictures. La pellicola è stata scritta da Gunn e Nicole Perlman e vede tra i suoi protagonisti Chris Pratt, Zoe Saldana, Dave Bautista, Vin Diesel, Bradley Cooper, Lee Pace, Michael Rooker, Karen Gillan, Djimon Hounsou, John C. Reilly, Glenn Close e Benicio del Toro. Il film è stato annunciato al Comic-Con 2012 di San Diego.

## Trama
Nel 1988, subito dopo la morte della madre, il bambino Peter Quill viene rapito da un gruppo di pirati spaziali chiamati "Ravagers", guidati da Yondu Udonta. Ventisei anni dopo, sul pianeta Morag, Quill ruba una sfera, l'Orb, ma viene ostacolato da Korath, un alleato dell'estremista Kree Ronan l'accusatore. Quill riesce a seminare Korath e a fuggire da Morag con la sfera, ma Yondu, venuto a sapere del furto e interessato all'Orb, mette una taglia sulla sua testa, mentre Ronan manda la letale assassina Gamora a recuperare la sfera.
Quill si reca su Xandar, capitale dell'impero Nova, per vendere la sfera al Broker, ma egli, venuto a sapere dell'interesse di Ronan per l'artefatto, decide di sospendere le trattative. Subito dopo Gamora gli tende un'imboscata sottraendogli l'Orb, quindi Quill si lancia all'inseguimento. Durante la lotta che ne segue intervengono due cacciatori di taglie: un procione geneticamente modificato, Rocket, e Groot, un albero umanoide. Gamora sconfigge entrambi ma Quill la mette a terra. I Nova Corps arrestano i quattro, che vengono condotti al Kyln, un carcere spaziale di massima sicurezza. In prigione Gamora viene attaccata da Drax il Distruttore, un carcerato in cerca di vendetta su Ronan, responsabile della morte della sua famiglia. Quill riesce a convincere Drax a risparmiare la vita di Gamora, la quale rivela di aver tradito Ronan, che vuole distruggere Xandar e con esso milioni di innocenti. Dopo aver saputo che Gamora conosce qualcuno interessato alla sfera i cinque si alleano, riuscendo a evadere dal Kyln per poi fuggire a bordo della Milano, l'astronave di Quill.
Intanto Ronan si incontra con il padre adottivo di Gamora e Nebula, Thanos, per discutere del tradimento di Gamora. Nel frattempo la Milano giunge a Ovunque, una remota stazione spaziale. Il gruppo si incontra con un collezionista chiamato Taneleer Tivan. Tivan apre la sfera, rivelando al suo interno una Gemma dell'infinito, un artefatto di incommensurabile potere che solo in pochi riescono a tenere in mano senza morire. All'improvviso Carina, l'assistente del Collezionista, afferra la Gemma, scatenando una potente esplosione che distrugge lei e l'intero edificio. Nel frattempo Drax, ubriaco, invia un messaggio a Ronan, che arriva su Ovunque e lo sconfigge, mentre il resto del gruppo cerca di sfuggire ai soldati di Ronan, guidati da Nebula, la quale distrugge la navetta di Gamora, lasciandola morente nello spazio, e Ronan fugge con la sfera. Quill si fa localizzare da Yondu per salvare Gamora, la raggiunge e lascia che vengano catturati dal capo dei Ravagers. Quill riesce a convincere Yondu ad aiutarlo a recuperare l'Orb, per poi mandare un messaggio a Nova Prime, informandoli dell'imminente attacco. Sulla Dark Aster, la sua nave ammiraglia, Ronan decide di tenere per sé la sfera, unendola al suo martello da guerra, e minaccia Thanos di ucciderlo subito dopo aver distrutto Xandar. Nebula, piena di rancore nei confronti del padre adottivo, si schiera con Ronan. La Dark Aster viene attaccata dai Ravagers, dai Nova Corps e dal gruppo di Quill, che riesce a penetrare le difese della nave.
Ronan usa il potere della Gemma per distruggere la flotta dei Nova Corps. Drax uccide Korath, mentre Gamora sconfigge Nebula, che precipita dalla nave ma riesce a fuggire su un'astronave dei Ravagers. Il gruppo viene sopraffatto dal potere di Ronan, ma Rocket fa schiantare la Milano contro la Dark Aster, che precipita sulla città. Groot si sacrifica per i suoi amici, creando uno scudo intorno a loro. Ronan emerge dalle macerie della nave, pronto a distruggere Xandar; Quill riesce tuttavia a distrarlo, permettendo a Rocket e Drax di distruggere il suo martello. Quill riesce a sottrarre la Gemma all'accusatore e, con l'aiuto di Gamora, Drax e Rocket, riesce a contenerne il potere e a usarla per disintegrare Ronan. In seguito Yondu chiede a Quill di consegnargli la sfera, ma quest'ultimo lo inganna, dandogli una sfera fasulla e consegnando quella vera ai Nova Corps, i quali cancellano tutti i precedenti crimini del gruppo di Quill, ora noti come Guardiani della Galassia. Quill scopre di essere solo per metà umano, dal momento che suo padre è parte di una razza antica e sconosciuta, ed è per questo che è riuscito a maneggiare la Gemma. I Guardiani partono a bordo della Milano, ricostruita dagli Xandariani, insieme a un vasetto contenente un piccolo Groot, rinato da un rametto.
Nella scena dopo i titoli di coda il Collezionista si trova nella sua base, completamente distrutta, insieme a due dei suoi pezzi da collezione: un cane cosmonauta e un papero parlante.

## Personaggi
- Peter Jason Quill / Star-Lord, interpretato da Chris Pratt: il leader metà umano e metà alieno dei Guardiani, rapito dal Missouri da bambino nel 1988 e cresciuto da un gruppo di pirati spaziali noti come Ravagers. Pratt ha paragonato il personaggio a Ian Solo e a Marty McFly.[3] Prima di iniziare le riprese Pratt si è sottoposto a una dura dieta e a un allenamento che lo hanno portato a perdere 27 kg in sei mesi.[4] Wyatt Oleff interpreta Quill da bambino. C'è un particolare legame affettivo tra lui e Gamora.[5]
- Gamora, interpretata da Zoe Saldana: un'orfana aliena che cerca la redenzione dai suoi passati crimini; è stata allevata da Thanos per essere una letale assassina. Saldana ha descritto Gamora come una "guerriera, un'assassina, è letale. Ha un alto senso della giustizia".[3]
- Drax il Distruttore, interpretato da Dave Bautista: un guerriero la cui famiglia è stata uccisa brutalmente da Ronan. Si unisce al gruppo in cerca di vendetta. Ha difficoltà ad interpretare le parole in modo diverso da quello letterale. Erano necessarie all'incirca quattro ore per applicare il trucco all'attore;[6] diversamente dai fumetti Drax non ha tatuaggi ma delle cicatrici su tutto il corpo. Inoltre, il colore della sua pelle è stato cambiato dal verde acceso dei fumetti a un grigio fangoso per evitare somiglianze con Hulk.[7]
- Groot, doppiato da Vin Diesel: un albero umanoide complice di Rocket. Diesel ha dato voce a Groot a diverse versioni internazionali del film.[8]
- Rocket, doppiato da Bradley Cooper: un procione geneticamente modificato, esperto nell'uso delle armi e in tattiche di guerra. Sean Gunn ha studiato a lungo dei veri procioni per riuscire a cogliere l'essenza del personaggio e per fare in modo che non risultasse un cartone animato.[9] Gunn ha interpretato il personaggio sul set; alcune espressioni facciali di Cooper sono state registrate per aiutare gli animatori, anche se gran parte del personaggio è basato sulla recitazione di Sean Gunn.[10] James Gunn ha rivelato che è stata fatta un'audizione anche a Danny DeVito: "In tutta onestà, quella di Danny DeVito è una delle voci che abbiamo provinato. Ma Danny DeVito è un uomo più vecchio oggi, e Rocket non è vecchio. È più giovane. E la voce di Danny DeVito non poteva proprio funzionare".[11]
- Ronan l'accusatore, interpretato da Lee Pace: un estremista Kree che stringe un accordo con Thanos per eliminare il pianeta di Xandar. È alla ricerca dei Guardiani, che hanno interferito con i suoi piani malvagi.
- Yondu Udonta, interpretato da Michael Rooker: leader dei Ravagers e, malgrado i loro rapporti burrascosi, figura paterna per Star-Lord.
- Nebula, interpretata da Karen Gillan: la figlia adottiva di Thanos, cresciuta insieme a Gamora; è luogotenente di Ronan e fedele a Thanos.
- Korath, interpretato da Djimon Hounsou: alleato di Ronan e cacciatore di taglie.
- Rhomann Dey, interpretato da John C. Reilly: membro dei Nova Corps, la forza militare di Xandar.
- Nova Prime Irani Rael, interpretata da Glenn Close: leader dei Nova Corps, la cui missione è proteggere Xandar. Close ha affermato di aver accettato il ruolo perché voleva provare qualcosa di nuovo, oltre che per "affermare di poter essere sempre pronta per qualunque cosa".[12] Close ha firmato un contratto multi-film con la Marvel.[13]
- Taneleer Tivan / Collezionista, interpretato da Benicio del Toro: un avido e ossessivo collezionista di artefatti e fauna spaziale; la sua base è la stazione spaziale Ovunque, costruita all'interno della testa di un Celestiale.

Inoltre Josh Brolin interpreta Thanos attraverso il motion capture; Sean Gunn interpreta Kraglin, il primo ufficiale di Yondu; Alexis Denisof riprende il ruolo dell'Altro, portavoce di Thanos, da The Avengers; Ophelia Lovibond interpreta Carina, assistente del Collezionista; Peter Serafinowicz interpreta Denarian Saal, un ufficiale dei Nova Corps; Gregg Henry interpreta il nonno di Quill; Laura Haddock interpreta la madre di Quill, Meredith; Christopher Fairbank interpreta il Broker. Il film include inoltre molti cameo tra cui James Gunn nei panni di uno Sakaarano; Stan Lee in quelli di un uomo xandariano, Lloyd Kaufman in quelli di un carcerato; Nathan Fillion dà voce a un detenuto; Rob Zombie dà voce a un Ravager; e Seth Green dà voce, nella scena post-crediti, a Howard il papero.

## Produzione

### Sviluppo
Il presidente dei Marvel Studios Kevin Feige menzionò per la prima volta Guardiani della Galassia durante un'intervista al Comic-Con 2010 di San Diego, affermando che sarebbe stato divertente trasporre le loro avventure sul grande schermo. Intorno a giugno 2012 cominciò a circolare la voce che il film avesse ricevuto il via libera, e che Thanos sarebbe apparso nel film in vista di un suo maggiore coinvolgimento in un sequel di Avengers. Variety ha aggiunto che la sceneggiatura del film era pronta, scritta da Nicole Perlman.
Durante il Comic-Con 2012 Feige annunciò ufficialmente che il film era in sviluppo con una release programmata al 1º agosto 2014. Rivelò la formazione dei Guardiani, ovvero Star-Lord, Drax il Distruttore, Gamora, Rocket e Groot. Nel settembre 2012 James Gunn, regista di Super - Attento crimine!!!, entrò in trattative per dirigere il film; Joss Whedon, regista di The Avengers e supervisore dell'universo cinematografico Marvel, si dichiarò molto felice della scelta, affermando che il film era in ottime mani.

### Pre-produzione
Nel settembre 2012 Gunn confermò in un post sulla sua pagina Facebook che aveva firmato per dirigere il film e scrivere una nuova sceneggiatura. Per fine novembre attori come Joel Edgerton, Jack Huston, Jim Sturgess e Eddie Redmayne fecero dei provini per interpretare Peter Quill, ma nel febbraio 2013 venne ingaggiato Chris Pratt.
A gennaio 2013 vennero fissate le riprese agli Shepperton Studios a Londra, in Inghilterra, e i Marvel Studios annunciarono che il film sarebbe uscito anche in 3D. Victoria Alonso, produttrice esecutiva del film, confermò giugno 2013 come data d'inizio delle riprese. Disse inoltre che Rocket e Groot sarebbero stati creati tramite computer grafica. In un'intervista su SFX nel marzo 2013 Feige parlò del legame tra il film e le altre pellicole del Marvel Cinematic Universe, affermando che il film sarebbe stato in gran parte slegato rispetto agli altri film a causa dell'ambientazione spaziale, confermando che i Vendicatori non avranno alcun ruolo nel film. A metà marzo il wrestler Dave Bautista firmò per interpretare Drax il Distruttore; ad aprile Zoe Saldana si unì al cast nei panni di Gamora, e qualche settimana dopo Michael Rooker entrò nel cast come Yondu. Sempre ad aprile Lee Pace entrò in trattative per interpretare Ronan. John C. Reilly firmò per interpretare Rhomann Dey, descritto come un agente che mantiene in riga i Guardiani e fa capo allo S.H.I.E.L.D. comunicandogli le loro attività. Poco tempo dopo entrarono nel cast Glenn Close come leader dei Nova Corps e Karen Gillan come Nebula, una delle antagoniste del film. A giugno Benicio del Toro firmò un contratto multi-film con la Marvel per interpretare il Collezionista.

### Riprese
Le riprese cominciarono l'8 luglio 2013 a Londra, e si svolsero nei Longcross Studios e negli Shepperton Studios. A fine mese James Gunn e il cast del film volarono a San Diego per partecipare al Comic-Con, dove furono rivelati i ruoli dei vari attori: Lee Pace sarebbe stato Ronan l'Accusatore, Gillan sarebbe stata Nebula e Djimon Hounsou entrò nel cast come Korath. Al Comic-Con Feige spiegò inoltre che Thanos avrebbe fatto parte del film ma agendo nell'ombra, dietro le quinte. L'11 agosto cominciarono le riprese al Millennium Bridge di Londra. Nello stesso mese la Marvel annunciò che Bradley Cooper avrebbe dato la voce a Rocket, mentre a settembre Vin Diesel affermò che avrebbe doppiato Groot. L'11 ottobre 2013 Gunn scrisse su Twitter che le riprese si erano concluse.

### Post-produzione
A novembre 2013 Gunn affermò che aveva cercato di usare il più possibile effetti meccanici sul set per andare incontro alla computer grafica e al motion capture. Dopo la release di Thor: The Dark World, Feige affermò che le Gemme dell'infinito avrebbero avuto un ruolo centrale nel film e che sarebbero servite come collegamento con la Fase Tre del MCU.
Nel marzo 2014 si sono tenute delle riprese aggiuntive con il cast ai Walt Disney Studios di Burbank, in California. Nell'aprile 2014 Gunn ha descritto Thanos come la mente principale dietro gli eventi del film e ha confermato la sua realizzazione in performance capture; Feige ha aggiunto che è già stato trovato l'attore che interpreterà il cattivo. A maggio 2014 Gunn ha affermato che nel film sono presenti moltissimi personaggi minori dell'universo Marvel, aggiungendo che probabilmente è la pellicola dei Marvel Studios con più personaggi in assoluto.
Il 30 maggio 2014 è stato annunciato che Josh Brolin ha dato voce a Thanos. Viene poi confermato da Kevin Feige che Brolin ha anche interpretato Thanos sul set attraverso il motion capture. A giugno 2014 Feige ha commentato che Thanos e i suoi seguaci sono "la parte più grande del tessuto connettivo che alla fine condurrà ai film degli Avengers in futuro".
Il 7 luglio 2014 James Gunn ha annunciato su Facebook di aver completato il lavoro sul film.

## Colonna sonora
Ad agosto 2013 Gunn ha scritto su Facebook che Tyler Bates avrebbe composto le musiche del film. A febbraio 2014 il regista ha aggiunto che nel film ci saranno molte canzoni anni settanta e ottanta prese dal walkman di Peter Quill come Hooked on a Feeling e che saranno un modo per il personaggio di avere un legame con la Terra e con la famiglia persa.
L'album con la colonna sonora di Bates è stato pubblicato il 29 luglio 2014 dalle case Hollywood Records e Marvel Music. Un altro album chiamato Guardians of the Galaxy: Awesome Mix Vol. 1 (Original Motion Picture Soundtrack), contenente le canzoni presenti nel walkman di Peter Quill, viene pubblicato lo stesso giorno, insieme a un'edizione deluxe contenente entrambi gli album.

## Promozione

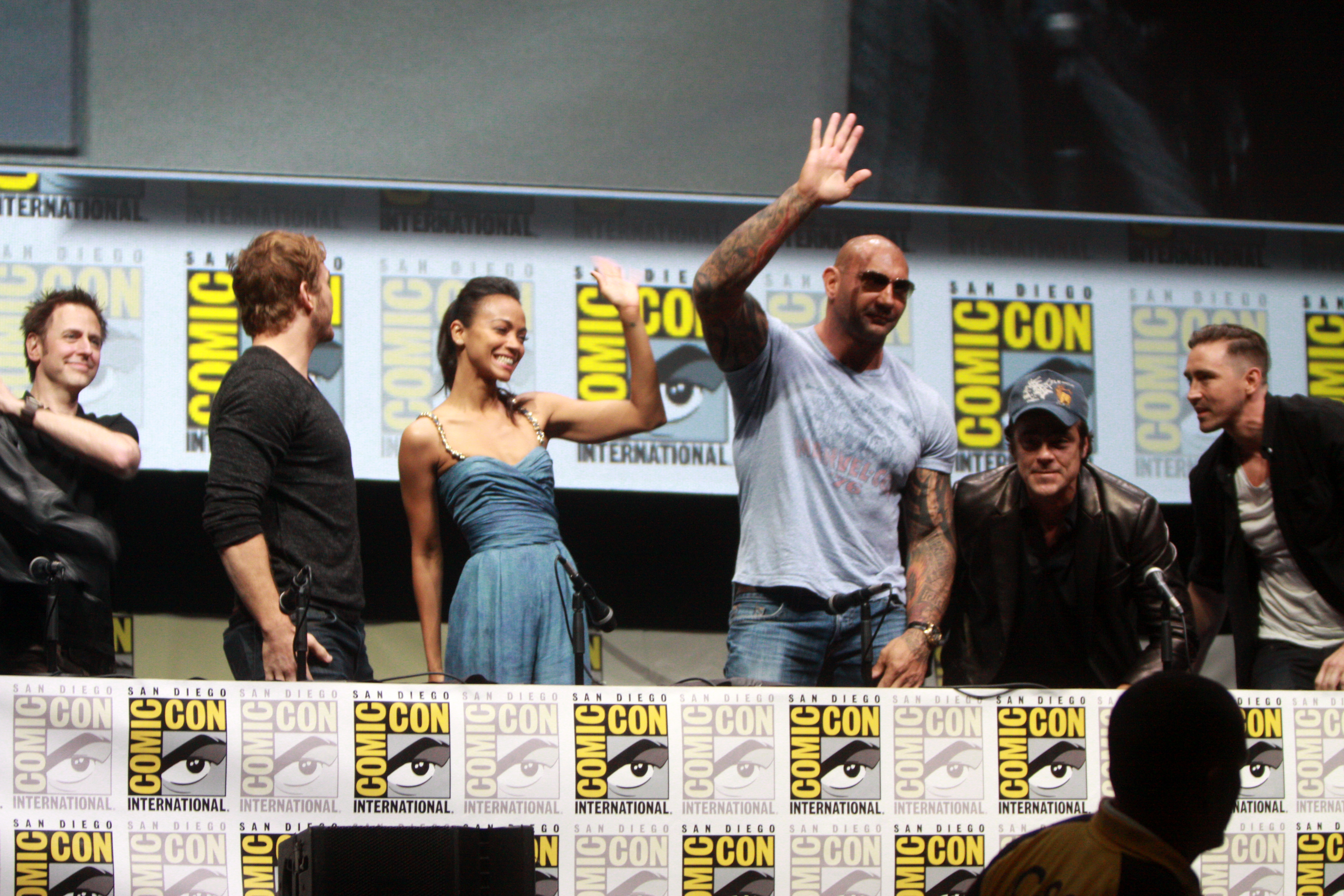
Il cast del film nell'estate del 2013 al San Diego Comic-Con International

Il teaser trailer è stato diffuso online il 18 febbraio 2014, la versione italiana è uscita il giorno dopo. Il secondo trailer è stato diffuso il 19 maggio sul canale YouTube della Marvel, mentre la versione doppiata in italiano è stata distribuita il 17 giugno. Inoltre a partire dal 4 luglio nei parchi Disney di tutto il mondo (Florida, California, Parigi, Tokyo e Hong Kong) e agli ABC Sound Studios dei Disney's Hollywood Studios in Florida sono stati mostrati 20 minuti del film in anteprima.

## Distribuzione

### Data di uscita
Il film è stato distribuito nelle sale cinematografiche statunitensi e in gran parte del mondo a partire dal 1º agosto 2014, mentre in Italia è stato distribuito il 22 ottobre 2014; il 21 ottobre viene proiettato in anteprima nazionale alla Festa del Cinema di Roma, nella sezione Alice nella Città. L'Italia è stato l'ultimo paese al mondo (insieme alla Svizzera italiana) in cui il film è stato distribuito.

### Edizione italiana
La direzione del doppiaggio e i dialoghi italiani sono stati curati da Marco Guadagno, per conto della Dubbing Brothers Int. Italia.

## Accoglienza

### Incassi
Guardiani della Galassia ha ottenuto un incasso pari a 333718600 $ in Nord America e 439631547 $ nel resto del mondo, per un incasso mondiale di 773350147 $, a fronte di un budget di produzione di 170 milioni di dollari.
Il film è il terzo maggior incasso mondiale del 2014 e il terzo maggiore incasso nel Nord America del 2014.

#### Nord America
Nel Nord America Guardiani della Galassia ha incassato $11,2 milioni dalle anteprime di mezzanotte, superando gli incassi di Captain America: The Winter Soldier ($10,2 milioni) e diventando il miglior esordio del 2014 alle anteprime. Nel suo primo giorno di programmazione il film ha incassato $26,6 milioni per un totale di 37,8 milioni di dollari (includendo le anteprime di mezzanotte). Nel suo primo weekend Guardiani della Galassia ha incassato $94,3 milioni, superando gli incassi di The Bourne Ultimatum ($69,3 milioni) come miglior weekend d'esordio ad agosto. È stato anche il terzo miglior debutto del 2014 dietro a Transformers 4 - L'era dell'estinzione ($100 milioni) e Captain America: The Winter Soldier ($95 milioni). Nel suo quarto weekend ha incassato $17,4 milioni di dollari, superando Transformers 4 - L'era dell'estinzione e diventando il film di maggior incasso dell'estate 2014. Il 29 agosto il film ha superato gli incassi domestici di The Winter Soldier, diventando il film di maggior successo dell'anno in Nord America. Il 12 settembre 2014 il film ha superato i 300 milioni di dollari di incasso domestico, primo film dell'anno a raggiungere tale traguardo.

#### Internazionale
All'estero il film è uscito in 42 mercati internazionali e ha ottenuto $66,4 milioni durante il weekend d'apertura. I migliori esordi sono stati in Russia ($13 milioni), Regno Unito ($10,8 milioni), Messico ($6,5 milioni) e Brasile ($6,5 milioni). Il weekend seguente il film ha incassato $40,1 milioni di dollari in 50 paesi, mentre nel terzo weekend gli incassi ammontano a 33,1 milioni in 66 Stati.

### Critica
Il film è stato accolto positivamente dalla critica cinematografica. L'aggregatore di recensioni Rotten Tomatoes riporta una percentuale di gradimento del 92% con un voto medio di 7,8 su 10, basandosi su 339 recensioni; il consenso critico del sito recita: "Guardiani della Galassia è tanto irriverente quanto si aspetterebbero i fan del fumetto Marvel spesso bizzarro, oltre che divertente, emozionante, pieno di cuore e di splendore visivo". Su Metacritic ha un punteggio di 76 su 100 in base a 53 recensioni.
Scott Foundas di Variety scrive "Il primo episodio di un possibile franchise diretto da James Gunn è esagerato, pieno di cose e talvolta troppo desideroso di piacere, ma il tono comico irriverente mantiene la storia vivace, così come fa la performance vincente di Chris Pratt", e elogia il lavoro del direttore della fotografia Ben Davis, dello scenografo Charles Wood e del responsabile del trucco David White. Justin Lowe del The Hollywood Reporter ha lodato lo stile del film e ha scritto: "Un team ben costruito si unisce per la sfida di creare un eroico film di origini con uno stile unico, emozioni abbondanti e con un sacco di umorismo". Su The Wrap James Rocchi ha scritto che "Difficilmente Guardiani della Galassia farà dimenticare che la trionfale cavalcata della Marvel non potrà durare per sempre, ma ha abbastanza cuore e umorismo da renderlo il miglior tipo di prodotto, quello in cui è facile godersi il film grazie ai talenti coinvolti". Jim Starlin, creatore di Drax il Distruttore, Gamora e Thanos, l'ha definito "il miglior film Marvel di sempre". Anche le prime recensioni italiane hanno accolto positivamente il film. Francesco Alò di Badtaste.it ha lodato il lavoro di James Gunn e Kevin Feige, scrivendo che "ce l'hanno fatta a creare un'avventura spaziale dal sapore croccante, fresco e speziato che ci riporta proprio a quelle atmosfere dei primi Guerre stellari".
Jake Coyle dell'Associated Press è stato più critico, definendolo "terribilmente pieno di roba, molte delle battute vengono oscurate dagli effetti speciali". Ha inoltre scritto che secondo lui Close, Reilly e del Toro sono stati poco usati.

## Riconoscimenti
- 2015 – Premio Oscar[62]
  - Candidatura al miglior trucco e acconciatura
  - Candidatura ai migliori effetti speciali
- 2015 – Premio BAFTA[63]
  - Candidatura al miglior trucco e acconciatura
  - Candidatura ai migliori effetti speciali
- 2015 – Critics' Choice Awards
  - Miglior film d'azione
  - Miglior trucco
  - Candidatura al miglior attore in un film d'azione a Chris Pratt
  - Candidatura alla migliore attrice in un film d'azione a Zoe Saldana
  - Candidatura ai migliori effetti speciali
- 2015 – Empire Awards[64]
  - Miglior debutto femminile a Karen Gillan
  - Candidatura al miglior sci-fi/fantasy
- 2015 – Kids' Choice Awards[65]
  - Candidatura al film preferito dell'anno
  - Candidatura all'attore d'azione preferito a Chris Pratt
  - Candidatura all'attrice d'azione preferita a Zoe Saldana
  - Candidatura al cattivo preferito a Lee Pace

- 2015 – MTV Movie Awards[66][67]
  - Candidatura al miglior film
  - Candidatura alla miglior performance maschile a Chris Pratt
  - Candidatura alla miglior performance comica a Chris Pratt
  - Candidatura alla miglior coppia a Bradley Cooper e Vin Diesel
  - Candidatura al miglior eroe a Chris Pratt
  - Candidatura alla miglior trasformazione su schermo a Zoe Saldana
  - Candidatura al miglior momento musicale a Chris Pratt
  - Candidatura alla miglior performance senza maglietta a Chris Pratt
- 2015 – Satellite Award[68]
  - Candidatura ai migliori effetti visivi
- 2015 – Saturn Award[69][70]
  - Migliore trasposizione da fumetto a film
  - Miglior attore a Chris Pratt
  - Miglior regia a James Gunn
  - Miglior trucco a David White e Elizabeth Yianni-Georgiou
  - Candidatura alla miglior sceneggiatura a James Gunn e Nicole Perlman
  - Candidatura al miglior montaggio a Fred Raskin, Craig Wood e Hughes Winborne
  - Candidatura alla miglior scenografia a Charles Wood
  - Candidatura ai migliori costumi a Alexandra Byrne
  - Candidatura ai migliori effetti speciali a Stephane Ceretti, Nicolas Aithadi, Jonathan Fawkner e Paul Corbould
- 2015 – Writers Guild of America Award[71]
  - Candidatura alla miglior sceneggiatura non originale

## Sequel
Nel luglio 2014, prima dell'uscita del primo film, è stato annunciato il sequel, nuovamente scritto e diretto da James Gunn. Pratt, Saldana, Bautista, Diesel, Cooper, Rooker, Gillan e Sean Gunn tornano nei rispettivi ruoli, e si aggiungono al cast Pom Klementieff nel ruolo di Mantis, Elizabeth Debicki nel ruolo di Ayesha, Chris Sullivan nel ruolo di Taserface e Kurt Russell nel ruolo di Ego. Guardiani della Galassia Vol. 2 è stato distribuito il 25 aprile 2017 in Italia e il 5 maggio 2017 negli Stati Uniti, anche in 3D e IMAX 3D.
Il 25 novembre 2022 è uscito su Disney+ uno speciale televisivo, intitolato Guardiani della Galassia Holiday Special, sempre con Gunn alla regia e ambientato tra gli eventi di Thor: Love and Thunder e Guardiani della Galassia Vol. 3.
Un terzo film, Guardiani della Galassia Vol. 3, ancora con Gunn alla regia, è stato distribuito il 3 maggio 2023 in Italia e il 5 maggio negli Stati Uniti.